# Live/Dead
Live/Dead es el primer álbum en directo publicado oficialmente por el grupo de San Francisco Grateful Dead. Fue grabado a lo largo de una serie de conciertos a principios de 1969, y salió al mercado más tarde ese mismo año. A su salida, el crítico Robert Christgau escribió que la segunda cara del doble LP "contiene las mejores improvisaciones de rock jamás grabadas." Está considerado un punto de referencia entre los discos en directo que consiguió capturar perfectamente la capacidad de improvisación del grupo. Según el crítico de Allmusic Lindsay Planer, "pocas grabaciones han representado tan fielmente la esencia de un artista en concierto como "Live/Dead"". Es también el último álbum con el teclista Tom Constanten.
El disco fue remasterizado y publicado de nuevo con una canción oculta como parte de la box set The Golden Road (1965–1973), y después en 2003 por separado.
El primer minuto y medio de "Dark Star" puede encontrarse al final de la canción anterior, "Mountains of the Moon", en la box set de 2005 Fillmore West 1969: The Complete Recordings.
En 2003, el álbum apareció en el puesto 244 del ranking de la lista de Los 500 mejores álbumes de todos los tiempos según la revista Rolling Stone.

## Historia
Las canciones fueron grabadas usando un estudio móvil de 16 pistas. Owsley Stanley le pidió a Ron Wickersham que desarrollase micrófonos capaces de funcionar normalmente a través de los amplificadores, y de enchufarse al sistema de grabación al mismo tiempo, sin pérdida de calidad. "Dark Star" y "St. Stephen" fueron tomadas de un show en el Fillmore West el 27 de febrero de 1969; "The Eleven" y "Turn On Your Lovelight" en el Avalon Ballroom el 26 de enero; "Death Don't Have No Mercy," "Feedback" y "And We Bid You Goodnight" de nuevo en el Fillmore West, el 2 de marzo del mismo año.
En contraste con años posteriores, a principios de 1969 el contenido de los setlists de The Dead apenas cambiaba de una noche a otra. Improvisaban sobre el medley "Dark Star"/"St. Stephen"/"The Eleven" varias veces a la semana, lo que les permitía explorar en profundidad las canciones, dentro de la estructura relativamente sencilla de las canciones. El álbum fue un éxito económico tanto para el grupo como para su sello, Warner Bros. Records. Constanten comentó que "Warner Bros. ya había señalado que habían gastado más de 100.000 dolares en grabar Aoxomoxoa... así que alguien tuvo la idea de mandarles un doble álbum en directo, tres discos por el precio de uno no sería un mal trato para ellos."
Una versión editada a seis minutos y media de "Turn On Your Lovelight" fue incluida en el álbum The Big Ball (1970) de Warner/Reprise Loss Leader, y después en Skeletons from the Closet: The Best of Grateful Dead.

## Portada
La portada para Live/Dead fue diseñada por R.D. Thomas. La palabra "Live" aparece en la portada del disco, mientras que la palabra "Dead" cubre la parte trasera del disco. La parte superior de las letras de la contraportada se puede leer como "acid" ("ácido"), un término coloquial para referirse al LSD.
El LP original de Warner Bros. [#2WS 1830] incluía un folleto con ilustraciones y la letra de las canciones "Saint Stephen", "The Eleven" y "Dark Star".

## Lista de canciones
Cara A
1. "Dark Star" (Jerry Garcia, Mickey Hart, Robert Hunter, Bill Kreutzmann, Phil Lesh, Ron "Pigpen" McKernan y Bob Weir) – 23:18

Cara B
1. "St. Stephen" (Garcia, Hunter y Lesh) – 6:31
2. "The Eleven" (Hunter y Lesh) – 9:18

Cara C
1. "Turn On Your Love Light" (Deadric Malone y Joseph Scott) – 15:05

Cara D
1. "Death Don't Have No Mercy" (Gary Davis) – 10:28
2. "Feedback" (Tom Constanten, Garcia, Hart, Kreutzman, Lesh, McKernan y Weir) – 7:49
3. "And We Bid You Goodnight" (Tradicional, arr. por Grateful Dead) – 0:35

Bonus tracks (2001)
1. "Dark Star" (Garcia, Hunter) (versión sencillo) – 2:45
2. Live/Dead promo para radio – 1:01

## Personal
Grateful Dead
- Tom Constanten – teclados
- Jerry Garcia – guitarra solista, voces
- Mickey Hart – batería, percusión
- Bill Kreutzmann – batería, percusión
- Ron "Pigpen" McKernan – voces, conga; órgano en "Death Don't Have No Mercy"
- Phil Lesh – bajo eléctrico, voces
- Bob Weir – guitarra rítmica, voces

Producción
- Grateful Dead, Bob Matthews, Betty Cantor – productores
- Bob Matthews – ingeniero jefe
- Betty Cantor - ingeniero
- Owsley Stanley, Ron Wickersham - ingenieros asistentes
- Bear - sonido
- Ed Thrasher - dirección artística
- R.D. Thomas - portada del disco

## Sales charts and certification
Lista de Billboard
| Año  | Lista          | Posición |
| ---- | -------------- | -------- |
| 1970 | Álbumes de Pop | 64       |

Certificación RIAA
| Certificación | Fecha                |
| ------------- | -------------------- |
| Oro           | 24 de agosto de 2001 |